# Житово (Вармінсько-Мазурське воєводство)
Житово (пол. Żytowo, нім. Settau) — село в Польщі, у гміні Лідзбарк-Вармінський Лідзбарського повіту Вармінсько-Мазурського воєводства.
Населення — 41 особа (2011).
У 1975-1998 роках село належало до Ольштинського воєводства.

## Демографія
Демографічна структура станом на 31 березня 2011 року:
|          | Загалом | Допрацездатний вік | Працездатний вік | Постпрацездатний вік |
| -------- | ------- | ------------------ | ---------------- | -------------------- |
| Чоловіки | 18      | 4                  | 12               | 2                    |
| Жінки    | 23      | 4                  | 13               | 6                    |
| Разом    | 41      | 8                  | 25               | 8                    |